# Grégory (mini-série)
Pour les articles homonymes, voir Grégory.
Grégory est une mini-série documentaire française. Diffusée sur Netflix, la série sort en cinq épisodes sur la plateforme de vidéo à la demande le 20 novembre 2019,. Elle retrace l'histoire de Grégory Villemin et de l'affaire Grégory (dite du «petit Grégory»). La série est réalisée par Gilles Marchand, et produite par Élodie Polo Ackermann,. 
Outre une exploration méticuleuse des faits, elle met en exergue des extraits du film Le Corbeau (1943) de Henri-Georges Clouzot, afin d'expliquer la provenance du terme de « corbeau », et son abondante reprise durant les remous de l'affaire pour qualifier le mystérieux harceleur de la famille Villemin. Des procédés de mise en scène du film sont réutilisés dans la série même afin de valoriser le récit des témoins et créer un sentiment de suspense. 

## Épisodes
1. Épisode 1
2. Épisode 2
3. Épisode 3
4. Épisode 4
5. Épisode 5